# Туристически възпоменателен комплекс „Бунтовна“
Туристическият възпоменателен комплекс „Бунтовна“ е обект на Българския туристически съюз, състоящ се от четири туристически хижи. В експлоатация се намират две от тях. Намира се в местностите „Конска поляна“ и „Кулата“.
Хижа „Воеводска“ е построена във възрожденски архитектурен стил, като по този начин е оформен и интериорът на сградата. Разполага с шестдесет места, като стаите са обзаведени с умивалници. Сградата има етажни санитарни възли и бани, туристическа столова с камина, бюфет (купчийница) и паркинг. Отоплява се в студените дни с локално отопление.
Хижа „Партизанска“ разполага със седемдесет легла, два апартамента, стаите са с две и четири легла, снабдени със самостоятелни санитарни възли и бани, туристическа столова и паркинг. Също се отоплява с локално отопление.
Хижа „Райна княгиня“ („Червена гвардия“) е масивна триетажна сграда с капацитет 133 места – не работи.
Хижа „Средногорка“ е масивна едноетажна сграда с капацитет 24 места – не работи.

## Съседни обекти
| Изходни точки             | Изходни точки |
| ------------------------- | ------------- |
| Село Кръстевич            | 2,30 ч.       |
| Град Стрелча              | 4,00 ч.       |
| Град Копривщица           | 5,00 ч.       |
| Хижи                      |               |
| Хижа „Чивира“ (не работи) | 4,00 ч.       |
| Други                     |               |
| Връх Влък (1243 м.)       | 0,40 ч.       |

Стопанисва се от туристическо дружество „Бунтовна“ – с. Кръстевич.